# إيفون سينتيس
إيفون بوبي سينتيس (بالإنجليزية: Yvonne Pope Sintes)‏ (من مواليد 1930) وهي طيارة بريطانية متقاعدة من أصل أفريقي. وكانت أول امرأة في الحركة الجوية في مطار جاتويك، وأصبحت فيما بعد أول امرأة في الخطوط الجوية البريطانية.

## حياتها المُبكرة
وُلدت سينت إيفون إليزابيث فان دن هوك في 8 سبتمبر 1930 في بريتوريا، جنوب إفريقيا.

## عملها
عملت سينتيس في مجال الطيران كمضيفة جوية وعضوة احتياطية في RAF التطوعي ومدربة طيران ومراقبة لحركة الطيران.
في عام 1953 تم ترخيص سينتيس كطيارة خاصة ومساعدة مدرب في دنهام. في عام 1955 أصبحت مؤسِّسة مشاركة لرابطة الطيارين البريطانيين.
عملت سينتيس في مطار غاتويك من عام 1960 إلى عام 1964 كأول أنثى في الحركة الجوية.
وظفت شركة مورتون للطيران خدمات سينت كطيارة في عام 1965. وابتداءً من عام 1972 كانت أول كابتن في الخطوط الجوية التجارية لبريطانيا ، والذي تضمن مسئولية الطاقم.
طارت سينتيس لشركة الخطوط الجوية البريطانية دان إير من 1975 حتى تقاعدها في عام 1980.

## جوائز
- حصلت إيفون على قلادة جان لينوكس بيرد من جمعية الطيارين البريطانيين.[11]

## للمزيد من القراءة
- "Trailblazer in Flight" (autobiography). 2013. Pen & Sword Aviation (ردمك 978-1783462674)